# مشتركات النجم وأشباهها
مشتركات النجم وأشباهها (الاسم العلمي: Astrocoeniina) هي رتيبة من اللاسعات تتبع رتبة المرجانيات الصلبة من طائفة الزهريات الشعاعية.

## التصنيف
- مشتركات النجم
  - †مشترك النجم
- قميات المسام
  - قمي المسام